# Alive 2007
Alive 2007 é um álbum ao vivo de Daft Punk, lançado inicialmente em 19 de novembro de 2007. É o segundo álbum gravado ao vivo pela dupla, seguido de Alive 1997. Alive 2007 apresenta sua performance em Bercy em Paris em 14 de junho de 2007.
O lançamento físico na América do Norte foi atrasado para 4 de dezembro devido à questões da produção, mas o álbum ficou disponível por download digital em 20 de novembro de 2007. Uma edição especial do álbum foi lançada que incluía o bis da turnê de Alive 2007 num segundo disco. Também incluía um livro de 50 páginas contendo fotografias da turnê tiradas por DJ Falcon. O primeiro single do álbum, "Harder, Better, Faster, Stronger (Alive 2007)" foi lançado digitalmente em 15 de outubro de 2007.
O álbum venceu o Grammy Award por Melhor Álbum de Eletrônica/Dance em 2008.

## Estrutura
O set de Alive 2007 usou o programa Ableton Live em "super-computadores personalizados" para o show. Daft Punk acessou o hardware remotamente com controladores MIDI do Behringer BCR2000 e pads touchscreen JazzMutant Lemur dentro da pirâmide central. Unidades do Minimoog Voyager RME também foram implementadas para as performances ao vivo. As quatro unidades do Voyager e dois mixers Behringer permitiram que Daft Punk "misturasse, embaralhasse, ativasse loops, filtrasse, distorcesse samples, equalizasse, transposse ou destruísse e desconstruísse linhas de sintetizador." A maioria do equipamento foi armazenado longe durante os sets ao vivo dentro das torres dos bastidores.
A gravação de Alive 2007 foi derivada da performance ao vivo de Daft Punk em seu show em Bercy em 14 de junho de 2007. Críticas do set notaram como Daft Punk manipulou e retrabalhou seu material consagrado. Um relatório identificou os elementos vocais da canção "Too Long" misturada com o acompanhamento recém-gerado. A mescla sobreposta de "Television Rules the Nation" com "Crescendolls", "Around the World" com "Harder, Better, Faster, Stronger" e "Superheroes" com "Human After All" foram relatadas sendo bem recebidas pela público. O set por si só foi considerado uma coleção das gravações mais populares de Daft Punk. As performances apresentaram profundamente faixas do álbum Human After All de Daft Punk, sugerindo que os críticos reconsiderem o que eles notaram sobre o álbum.

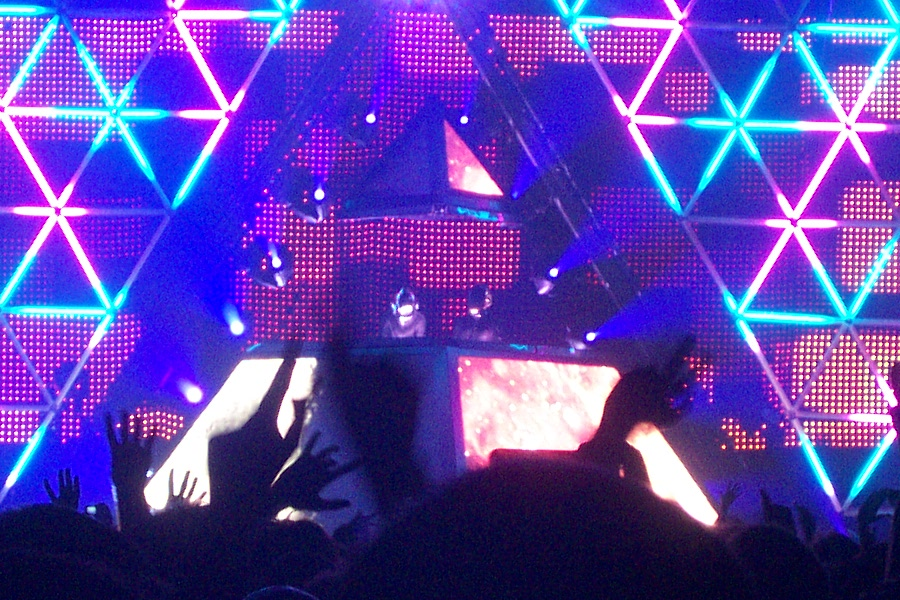
Daft Punk em performance em Bercy durante a turnê Alive 2007

Os visuais da turnê Alive 2006/2007 foram montados por XL Video. A companhia forneceu unidades do Mac Pro de oito núcleos executando Catalyst v4 e Final Cut Pro. Daft Punk se aproximou da companhia com seu conceito visual para os shows. "Eles vieram a nós com uma ideia muito fixa do que eles queriam," disse o chefe da XL Video, Richard Burford. "Eles queriam misturar o vídeo ao vivo com efeitos. Usando os Mac Pros de oito núcleos, fomos capazes de assimilar oito fontes digitais e tratá-las como fluxos de vídeo. Depois eles puderam usar o Catalyst para coordenar o vídeo com efeitos de iluminação e adicionar seus próprios efeitos dinamicamente. Os fluxos finais de vídeo digital conduziram-se pelas telas de LED."
As performances para a turnê de Alive 2007 foram uma expansão dos sets ao vivo de Daft Punk em 2006. Adições notáveis incluem elementos das faixas "Burnin'" e "Phoenix" assim como um bis. Bangalter explicou que os sets de 2006 foram inicialmente projetados para performances dentro de festivais maiores, mas mais tarde aprimorou para se acomodar em shows específicos de Daft Punk. "O objetivo era experimentar e trazer uma experiência global completa ao público." A introdução para o show ao vivo apresentava uma sequência de cinco notas usadas em Close Encounters of the Third Kind.
O álbum inclui elementos da canção "Touch It" de Busta Rhymes, versão original da qual foi produzida por Swizz Beatz apresentando um sample de "Technologic". Também são encontrados elementos de "Forget About the World" de Gabrielle, versão original  da qual foi remixada por Daft Punk para seu single. O bis do set de Alive 2007 apresenta projetos secundários de Bangalter: "Music Sounds Better with You" de Stardust e "Together" da banda auto-intitulada Together.

## Recepção
| Críticas profissionais | Críticas profissionais |
| Avaliações da crítica  | Avaliações da crítica  |
| Fonte                  | Avaliação              |
| ---------------------- | ---------------------- |
| Allmusic               | link                   |
| Billboard              | (favorable)            |
| Entertainment Weekly   | (A-)                   |
| IGN                    | [ 17 ]                 |
| NME                    | (11/17/2007, p.51)     |
| Pitchfork Media        | [ 18 ]                 |
| Rolling Stone          | [ 19 ]                 |
| The Star               | [ 20 ]                 |
| Robert Christgau       | A−                     |

Alive 2007 foi comumente recebido com elogios após o lançamento. Pitchfork Media considerou a gravação como "o Mixtape Definitivo de Daft Punk", especificamente observando como as canções do álbum Human After All foram "constantemente melhoradas e nasceram de novo" para o set ao vivo. O sentimentalismo também foi compartilhado pela Allmusic, declarando que "tem o sentimento de um grande concerto de hits ao vivo, mas energizado pelos talentos de Daft Punk na narrativa das canções na entrada e na saída de cada uma." A publicação por fim considerou Alive 1997 o mais forte dos dois álbuns ao vivo, contudo. Uma crítica da The Star notou que o lançamento e as turnês simultâneas de Daft Punk comulativamente restaurou a reputação da dupla diante da recepção mista de seus dois álbuns de estúdio anteriores.
Sputnikmusic declarou que a performance de Alive 2007 ficou mais perto de uma produção teatral que um concerto tradicional, e que o álbum "tão facilmente poderia ser apenas uma elaboração em estúdio". Entertainment Weekly, entretanto, sentiu que a multidão ao vivo aumentou o ânimo positivo da performance. Rolling Stone declarou que Alive 2007 "perde alguma experiência essencial" dos frequentes eventos ao vivo de Daft Punk. The Phoenix também notou que a embalagem do álbum deveria beneficiar mais conteúdo em vídeo, expressando que um fator-chave do show ao vivo foi a sua implementação de elementos visuais. Em sua primeira crítica positiva de um álbum de Daft Punk, Robert Christgau acredita que uma representação completa em vídeo foi evitada porque "em muita escala, humanidade e eflúvio corpóreo poderiam ser perdidos." Thomas Bangalter expressou suas razões de não lançar um DVD pela declaração que "os milhares de clipes na internet são melhores para nós do que qualquer DVD que poderia ser lançado."
Em 3 de dezembro de 2008, Alive 2007 e seu single "Harder, Better, Faster, Stronger" receberam nomeações ao Grammy Award por Melhor Álbum de Eletrônica/Dance e Melhor Gravação Dance, respectivamente. Tanto o álbum quanto o single foram anunciados vencedores durante a cerimônia pré-televisiva do 51º Grammy Awards.

## Lista de faixas
1. "Robot Rock" / "Oh Yeah" – 6:28
2. "Touch It" / "Technologic" – 5:30
3. "Television Rules the Nation" / "Crescendolls" – 4:51
4. "Too Long" / "Steam Machine" – 7:02
5. "Around the World" / "Harder, Better, Faster, Stronger" – 5:43
6. "Burnin'" / "Too Long" – 7:12
7. "Face to Face" / "Short Circuit" – 4:55
8. "One More Time" / "Aerodynamic" – 6:11
9. "Aerodynamic Beats" / "Forget About the World" – 3:32
10. "The Prime Time of Your Life" / "The Brainwasher" / "Rollin' & Scratchin'" / "Alive" – 10:22
11. "Da Funk" / "Daftendirekt" – 6:37
12. "Superheroes" / "Human After All" / "Rock'n Roll" – 5:41

### Disco bônus
1. Encore: "Human After All" / "Together" / "One More Time (reprise)" / "Music Sounds Better with You" – 9:59
2. Music video: "Harder, Better, Faster, Stronger (Alive 2007)"

## Posições nas paradas
| Paradas (2007)                         | Posição mais alta |
| -------------------------------------- | ----------------- |
| Austrália                              | 14                |
| Bélgica (Flanders)                     | 6                 |
| Bélgica (Wallonie)                     | 6                 |
| França                                 | 2                 |
| México                                 | 26                |
| Holanda                                | 47                |
| Suíça                                  | 17                |
| Estados Unidos (Top Electronic Albums) | 1                 |
| Reino Unido                            | 86                |

O álbum recebeu status de Ouro na Austrália em fevereiro de 2008.